# A Mike és Molly epizódjainak listája
A Mike és Molly egy 2010-ben bemutatott amerikai romantikus vígjáték sorozat, amelyet a CBS sugárzott. Az első rész 2010. szeptember 20-án került műsorra és 12,3 millió nézőt ültetett a TV elé. 2015. március 12-én berendelték a 6. évadot, amely egyben az utolsó is lett.

## Évados áttekintés
| Évad | Évad | Epizódok | Eredeti sugárzás     | Eredeti sugárzás | Eredeti adó | Magyar sugárzás     | Magyar sugárzás    | Magyar adó     |
| Évad | Évad | Epizódok | Évadpremier          | Évadfinálé       | Eredeti adó | Évadpremier         | Évadfinálé         | Magyar adó     |
| ---- | ---- | -------- | -------------------- | ---------------- | ----------- | ------------------- | ------------------ | -------------- |
|      | 1    | 24       | 2010. szeptember 20. | 2011. május 16.  | CBS         | 2011. szeptember 2. | 2012. február 17.  | Viasat 3       |
|      | 2    | 23       | 2011. szeptember 26. | 2012. május 14.  | CBS         | 2012. október 1.    | 2012. október 31.  | Viasat 3       |
|      | 3    | 23       | 2012. szeptember 24. | 2013. május 30.  | CBS         | 2013. június 17.    | 2013. július 17.   | Viasat 3       |
|      | 4    | 22       | 2013. november 4.    | 2014. május 19.  | CBS         | 2015. március 30.   | 2015. április 13.  | Comedy Central |
|      | 5    | 22       | 2014. december 8.    | 2015. május 18.  | CBS         | 2017. május 31.     | 2017. augusztus 9. | Comedy Central |
|      | 6    | 13       | 2016. január 6.      | 2016. május 16.  | CBS         | 2017. november 1.   | 2018. január 24.   | Comedy Central |

## Epizódok

### 1. évad (2010-2011)
| Sor. | Év. | Cím                                                            | Rendező       | Író | Premier                                  | Nézettség    |
| ---- | --- | -------------------------------------------------------------- | ------------- | --- | ---------------------------------------- | ------------ |
| 1.   | 1.  | Bevezető (Pilot)                                               | James Burrows | Mark Roberts                                                                                            | 2010. szeptember 20. 2011. szeptember 2. | 12,23 millió |
| 2.   | 2.  | Az első randi (First Date)                                     | James Burrows | Mark Roberts & Chuck Lorre                                                                              | 2010. szeptember 27. 2011. szeptember 9. | 11,12 millió |
| 3.   | 3.  | Az első csók (First Kiss)                                      | James Burrows | Mark Roberts & Al Higgins                                                                               | 2010. október 4. 2011. szeptember 16.    | 12,21 millió |
| 4.   | 4.  | Mike nem áll készen (Mike's Not Ready)                         | James Burrows | Mark Roberts & Chuck Lorre                                                                              | 2010. október 11. 2011. szeptember 23.   | 10,72 millió |
| 5.   | 5.  | Carl féltékeny (Carl Is Jealous)                               | James Burrows | Mark Roberts & Don Foster                                                                               | 2010. október 18. 2011. szeptember 30.   | 10,90 millió |
| 6.   | 6.  | Mike lakása (Mike's Apartment)                                 | James Burrows | Mark Roberts & Julie Bean                                                                               | 2010. október 25. 2011. október 7.       | 10,81 millió |
| 7.   | 7.  | Utána (After the Lovin')                                       | James Burrows | Mark Roberts & Don Foster & Mark Gross                                                                  | 2010. november 1. 2011. október 14.      | 10,75 millió |
| 8.   | 8.  | Mike horkol (Mike Snores)                                      | James Burrows | Mark Roberts & Don Foster & Carla Filisha                                                               | 2010. november 8. 2011. október 21.      | 10,80 millió |
| 9.   | 9.  | Mike új csizmája (Mike's New Boots)                            | James Burrows | Mark Roberts & Don Foster & Al Higgins                                                                  | 2010. november 15. 2011. október 28.     | 12,15 millió |
| 10.  | 10. | Molly kalapot kap (Molly Gets a Hat)                           | James Burrows | Mark Roberts & Don Foster & Mark Gross                                                                  | 2010. november 22. 2011. november 4.     | 12,93 millió |
| 11.  | 11. | Carl becsajozik (Carl Gets a Girl)                             | James Burrows | Mark Roberts & Chuck Lorre & Don Foster                                                                 | 2010. december 6. 2011. november 11.     | 11,04 millió |
| 12.  | 12. | Az első karácsony (First Christmas)                            | James Burrows | Mark Roberts & Don Foster                                                                               | 2010. december 13. 2011. november 18.    | 11,96 millió |
| 13.  | 13. | Mike operába megy (Mike Goes to the Opera)                     | James Burrows | Történet: Mark Roberts & Chuck Lorre Tévéjáték: Don Foster & Al Higgins                                 | 2011. január 3. 2011. november 25.       | 12,39 millió |
| 14.  | 14. | Molly levest főz (Molly Makes Soup)                            | James Burrows | Mark Roberts & Don Foster & Mark Gross                                                                  | 2011. január 17. 2011. december 2.       | 12,80 millió |
| 15.  | 15. | Jim nem eszik (Jim Won't Eat)                                  | James Burrows | Történet: Mark Roberts & Don Foster Tévéjáték: Al Higgins & Julie Bean                                  | 2011. február 7. 2011. december 9.       | 12,55 millió |
| 16.  | 16. | Az első Valentin nap (First Valentine's Day)                   | James Burrows | Mark Roberts & Chuck Lorre & Don Foster                                                                 | 2011. február 14. 2011. december 16.     | 12,92 millió |
| 17.  | 17. | Joyce és Vince példát mutat (Joyce & Vince and Peaches & Herb) | James Burrows | Történet: Mark Roberts & Don Foster Tévéjáték: Mark Gross & Al Higgins                                  | 2011. február 21. 2011. december 23.     | 11,20 millió |
| 18.  | 18. | Mike lába (Mike's Feet)                                        | James Burrows | Történet: Mark Roberts & Don Foster Tévéjáték: Mark Gross & Al Higgins                                  | 2011. február 28. 2012. január 6.        | 11,35 millió |
| 19.  | 19. | Peggy megborotválja a lábát (Peggy Shaves Her Legs)            | James Burrows | Történet: Mark Roberts & Don Foster Tévéjáték: Julie Bean & Carla Filisha                               | 2011. március 21. 2012. január 13.       | 9,70 millió  |
| 20.  | 20. | A szezonnyitó (Opening Day)                                    | James Burrows | Történet: Mark Roberts & Jim Patterson Tévéjáték: Don Foster & Al Higgins                               | 2011. április 11. 2012. január 20.       | 7,91 millió  |
| 21.  | 21. | Samuelt kirúgják (Samuel Gets Fired)                           | James Burrows | Történet: Mark Roberts & Don Foster Tévéjáték: Al Higgins & Julie Bean                                  | 2011. április 18. 2012. január 27.       | 9,98 millió  |
| 22.  | 22. | Egy közös szivarozás (Cigar Talk)                              | James Burrows | Történet: Mark Roberts & Don Foster & Chuck Lorre Tévéjáték: Al Higgins & Mark Gross                    | 2011. május 2. 2012. február 3.          | 8,19 millió  |
| 23.  | 23. | Victoria születésnapja (Victoria's Birthday)                   | James Burrows | Történet: Mark Roberts & Don Foster & Chuck Lorre Tévéjáték: Julie Bean & Carla Filisha & Jim Patterson | 2011. május 9. 2012. február 10.         | 7,63 millió  |
| 24.  | 24. | Peggy új barátja (Peggy's New Beau)                            | James Burrows | Történet: Mark Roberts & Don Foster & Chuck Lorre Tévéjáték: Al Higgins & Mark Gross                    | 2011. május 16. 2012. február 17.        | 8,64 millió  |

### 2. évad (2011-2012)
| Sor. | Év. | Cím                                            | Rendező       | Író                                                                                     | Premier                               | Nézettség    |
| ---- | --- | ---------------------------------------------- | ------------- | --------------------------------------------------------------------------------------- | ------------------------------------- | ------------ |
| 25.  | 1.  | A horgászat (Goin' Fishin)                     | James Burrows | Történet: Chuck Lorre & Mark Roberts Tévéjáték: Julie Bean & Don Foster & Al Higgins    | 2011. szeptember 26. 2012. október 1. | 13,86 millió |
| 26.  | 2.  | Dennis szülinapja (Dennis's Birthday)          | James Burrows | Történet: Chuck Lorre & Mark Roberts Tévéjáték: Don Foster & Mark Gross & Carla Filisha | 2011. október 3. 2012. október 1.     | 13,20 millió |
| 27.  | 3.  | A beköltözés (Mike in the House)               | James Burrows | Történet: Chuck Lorre & Mark Roberts Tévéjáték: Don Foster & Al Higgins & Julie Bean    | 2011. október 10. 2012. október 2.    | 11,65 millió |
| 28.  | 4.  | Az álomautó (57 Chevy Bel Air)                 | James Burrows | Történet: Chuck Lorre & Mark Roberts Tévéjáték: Don Foster & Mark Gross & Carla Filisha | 2011. október 17. 2012. október 3.    | 11,51 millió |
| 29.  | 5.  | Victoria kiköltözik (Victoria Runs Away)       | James Burrows | Történet: Chuck Lorre & Mark Roberts Tévéjáték: Don Foster & Al Higgins & Julie Bean    | 2011. október 24. 2012. október 4.    | 12,19 millió |
| 30.  | 6.  | Boldog halloweent! (Happy Halloween)           | James Burrows | Történet: Chuck Lorre & Mark Roberts Tévéjáték: Don Foster & Al Higgins & Julie Bean    | 2011. október 31. 2012. október 5.    | 11,45 millió |
| 31.  | 7.  | Carl ismerkedik (Carl Meets a Lady)            | James Burrows | Történet: Chuck Lorre & Mark Roberts Tévéjáték: Don Foster & Mark Gross & Carla Filisha | 2011. november 7. 2012. október 8.    | 11,93 millió |
| 32.  | 8.  | Peggy állást szerez (Peggy Gets a Job)         | James Burrows | Történet: Chuck Lorre & Mark Roberts Tévéjáték: Don Foster & Mark Gross & Carla Filisha | 2011. november 14. 2012. október 9.   | 12,18 millió |
| 33.  | 9.  | Mike csal (Mike Cheats)                        | James Burrows | Történet: Chuck Lorre & Mark Roberts Tévéjáték: Don Foster & Al Higgins & Julie Bean    | 2011. november 21. 2012. október 10.  | 13,05 millió |
| 34.  | 10. | A vacsora (Molly Needs a Number)               | James Burrows | Történet: Chuck Lorre & Mark Roberts Tévéjáték: Don Foster & Mark Gross & Carla Filisha | 2011. december 5. 2012. október 11.   | 12,66 millió |
| 35.  | 11. | Karácsonyi különkiadás (Christmas Break)       | James Burrows | Történet: Chuck Lorre & Mark Roberts Tévéjáték: Don Foster & Al Higgins & Julie Bean    | 2011. december 12. 2012. október 12.  | 12,77 millió |
| 36.  | 12. | Carl problémás (Carl Has Issues)               | James Burrows | Történet: Chuck Lorre & Mark Roberts Tévéjáték: Don Foster & Mark Gross & Carla Filisha | 2012. január 2. 2012. október 15.     | 11,90 millió |
| 37.  | 13. | Victoria nem vezethet (Victoria Can't Drive)   | James Burrows | Történet: Chuck Lorre & Mark Roberts Tévéjáték: Don Foster & Al Higgins & Julie Bean    | 2012. január 16. 2012. október 16.    | 11,09 millió |
| 38.  | 14. | Joyce döntései (Joyce's Choices)               | James Burrows | Történet: Chuck Lorre & Mark Roberts Tévéjáték: Don Foster & Mark Gross & Carla Filisha | 2012. február 6. 2012. október 17.    | 10,95 millió |
| 39.  | 15. | Pótvalentin (Valentine's Piggyback)            | James Burrows | Történet: Chuck Lorre & Mark Roberts Tévéjáték: Don Foster & Al Higgins & Julie Bean    | 2012. február 13. 2012. október 18.   | 10,91 millió |
| 40.  | 16. | Meglepetés (Surprise)                          | James Burrows | Történet: Chuck Lorre & Mark Roberts Tévéjáték: Don Foster & Mark Gross & Carla Filisha | 2012. február 20. 2012. október 19.   | 11,33 millió |
| 41.  | 17. | Mike szereti a lasagne-t (Mike Likes Lasagne)  | James Burrows | Történet: Chuck Lorre & Mark Roberts Tévéjáték: Don Foster & Al Higgins & Julie Bean    | 2012. február 27. 2012. október 22.   | 10,12 millió |
| 42.  | 18. | Peggy Bransonba megy (Peggy Goes to Branson)   | James Burrows | Történet: Mark Roberts Tévéjáték: Don Foster & Al Higgins & Mark Gross                  | 2012. március 19. 2012. október 24.   | 9,71 millió  |
| 43.  | 19. | Molly nem tud hazudni (Molly Can't Lie)        | James Burrows | Történet: Mark Roberts & Bill Daly Tévéjáték: Don Foster & Al Higgins & Mark Gross      | 2012. április 9. 2012. október 25.    | 9,58 millió  |
| 44.  | 20. | A ruha (The Dress)                             | James Burrows | Történet: Mark Roberts & Chuck Lorre Tévéjáték: Don Foster & Al Higgins                 | 2012. április 16. 2012. október 26.   | 9,54 millió  |
| 45.  | 21. | Legénybúcsú/Leánybúcsú (Bachelor/Bachelorette) | James Burrows | Történet: Mark Roberts & Don Foster Tévéjáték: Al Higgins & Julie Bean                  | 2012. április 30. 2012. október 29.   | 10,16 millió |
| 46.  | 22. | A próba (The Rehearsal)                        | James Burrows | Történet: Mark Roberts & Don Foster Tévéjáték: Al Higgins & Julie Bean                  | 2012. május 7. 2012. október 30.      | 10,14 millió |
| 47.  | 23. | Az esküvő (The Wedding)                        | James Burrows | Történet: Mark Roberts & Don Foster Tévéjáték: Mark Gross & Carla Filisha               | 2012. május 14. 2012. október 31.     | 11,79 millió |

### 3. évad (2012-2013)
| Sor. | Év. | Cím                                                | Rendező         | Író                                                                                    | Premier                               | Nézettség    |
| ---- | --- | -------------------------------------------------- | --------------- | -------------------------------------------------------------------------------------- | ------------------------------------- | ------------ |
| 48.  | 1.  | A nászútnak vége (The Honeymoon Is Over)           | Mark Roberts    | Történet: Mark Roberts & Don Foster Tévéjáték: Al Higgins & Mark Gross                 | 2012. szeptember 24. 2013. június 17. | 9,45 millió  |
| 49.  | 2.  | Vince megfürdik (Vince Takes a Bath)               | Jason Alexander | Történet: Mark Roberts & Don Foster Tévéjáték: Al Higgins & Julie Bean                 | 2012. október 1. 2013. június 18.     | 8,52 millió  |
| 50.  | 3.  | Mike szereti a tortát (Mike Likes Cake)            | Phill Lewis     | Történet: Mark Roberts & Don Foster Tévéjáték: Al Higgins & Carla Filisha              | 2012. október 8. 2013. június 19.     | 8,67 millió  |
| 51.  | 4.  | Molly kutyaszorítóban (Molly in the Middle)        | Phill Lewis     | Történet: Mark Roberts & Don Foster Tévéjáték: Al Higgins & Julie Bean & Carla Filisha | 2012. október 15. 2013. június 20.    | 9,10 millió  |
| 52.  | 5.  | Mike főnöke (Mike's Boss)                          | Phill Lewis     | Történet: Mark Roberts & Don Foster Tévéjáték: Al Higgins & Julie Bean                 | 2012. november 5. 2013. június 21.    | 8,78 millió  |
| 53.  | 6.  | A kiárusítás (Yard Sale)                           | Phill Lewis     | Történet: Mark Roberts & Al Higgins Tévéjáték: Don Foster & Carla Filisha & Mark Gross | 2012. november 12. 2013. június 24.   | 9,24 millió  |
| 54.  | 7.  | Elmarad a hálaadás (Thanksgiving Is Cancelled)     | Phill Lewis     | Történet: Mark Roberts & Don Foster Tévéjáték: Al Higgins & Mark Gross                 | 2012. november 19. 2013. június 25.   | 9,25 millió  |
| 55.  | 8.  | Mike szereti az alsóját (Mike Likes Briefs)        | Phill Lewis     | Történet: Mark Roberts & Don Foster Tévéjáték: Al Higgins & Julie Bean                 | 2012. november 26. 2013. június 26.   | 11,29 millió |
| 56.  | 9.  | Mike vizsgázik (Mike Takes a Test)                 | Phill Lewis     | Történet: Mark Roberts & Don Foster Tévéjáték: Al Higgins & Mark Gross                 | 2012. december 3. 2013. június 27.    | 10,23 millió |
| 57.  | 10. | Karaoke karácsony (Karaoke Christmas)              | Phill Lewis     | Történet: Mark Roberts & Don Foster Tévéjáték: Al Higgins & Mark Gross & Carla Filisha | 2012. december 17. 2013. június 28.   | 10,79 millió |
| 58.  | 11. | Halat reggelire (Fish for Breakfast)               | Phill Lewis     | Történet: Mark Roberts & Don Foster Tévéjáték: Al Higgins & Carla Filisha              | 2013. január 14. 2013. július 1.      | 11,46 millió |
| 59.  | 12. | Molly szülinapja (Molly's Birthday)                | Mark Roberts    | Történet: Mark Roberts & Don Foster Tévéjáték: Al Higgins & Julie Bean                 | 2013. január 21. 2013. július 2.      | 10,89 millió |
| 60.  | 13. | Carl szobatársat kap (Carl Gets a Roommate)        | Mark Roberts    | Történet: Mark Roberts & Don Foster Tévéjáték: Al Higgins & Julie Bean & Carla Filisha | 2013. február 4. 2013. július 3.      | 10,77 millió |
| 61.  | 14. | A hercegnő és a troll (The Princess and the Troll) | Phill Lewis     | Történet: Mark Roberts Tévéjáték: Don Foster & Mark Gross & Brian Keith Etheridge      | 2013. február 11. 2013. július 4.     | 10,50 millió |
| 62.  | 15. | Mike kacér (Mike the Tease)                        | Phill Lewis     | Történet: Mark Roberts Tévéjáték: Al Higgins & Julie Bean & Carla Filisha              | 2013. február 18. 2013. július 5.     | 10,33 millió |
| 63.  | 16. | Molly új cipője (Molly's New Shoes)                | Phill Lewis     | Történet: Mark Roberts Tévéjáték: Don Foster & Al Higgins & Mark Gross                 | 2013. február 25. 2013. július 8.     | 9,79 millió  |
| 64.  | 17. | Szent Patrik nap (St. Patrick's Day)               | Phill Lewis     | Történet: Mark Roberts Tévéjáték: Julie Bean & Carla Filisha                           | 2013. március 18. 2013. július 9.     | 8,38 millió  |
| 65.  | 18. | Tavaszi szünet (Spring Break)                      | Phill Lewis     | Történet: Mark Roberts Tévéjáték: Don Foster & Al Higgins & Mark Gross                 | 2013. március 25. 2013. július 10.    | 8,99 millió  |
| 66.  | 19. | Buliszervezők (Party Planners)                     | Phill Lewis     | Történet: Mark Roberts Tévéjáték: Mark Gross & Brian Keith Etheridge                   | 2013. április 15. 2013. július 11.    | 7,76 millió  |
| 67.  | 20. | Mike nem tud olvasni (Mike Can't Read)             | Mark Roberts    | Történet: Mark Roberts Tévéjáték: Don Foster & Julie Bean & Carla Filisha              | 2013. április 29. 2013. július 12.    | 8,14 millió  |
| 68.  | 21. | Molly elutazik (Molly's Out of Town)               | Mark Roberts    | Történet: Mark Roberts Tévéjáték: Don Foster & Al Higgins & Brian Keith Etheridge      | 2013. május 6. 2013. július 15.       | 8,08 millió  |
| 69.  | 22. | Iskolai előadás (School Recital)                   | Mark Roberts    | Történet: Mark Roberts Tévéjáték: Don Foster & Al Higgins & Mark Gross                 | 2013. május 13. 2013. július 16.      | 8,31 millió  |
| 70.  | 23. | Szeles város (Windy City)                          | Mark Roberts    | Történet: Mark Roberts Tévéjáték: Don Foster & Mark Roberts                            | 2013. május 30. 2013. július 17.      | 8,01 millió  |

### 4. évad (2013-2014)
| Sor. | Év. | Cím                                                                   | Rendező          | Író | Premier                              | Nézettség    |
| ---- | --- | --------------------------------------------------------------------- | ---------------- | --- | ------------------------------------ | ------------ |
| 71.  | 1.  | Molly elszabadul (Molly Unleashed)                                    | Phill Lewis      | Történet: Chuck Lorre & Al Higgins Tévéjáték: Julie Bean & Mark Gross & Carla Filisha                    | 2013. november 4. 2015. március 30.  | 9,22 millió  |
| 72.  | 2.  | A járőrkocsiban először és utoljára (The First and Last Ride-Along)   | Phill Lewis      | Történet: Chuck Lorre & Al Higgins Tévéjáték: Bill Daly & Julie Bean & Mark Gross                        | 2013. november 11. 2015. március 30. | 8,65 millió  |
| 73.  | 3.  | Szex és halál (Sex and Death)                                         | Phill Lewis      | Történet: Chuck Lorre & Al Higgins Tévéjáték: Brian Keith Etheridge & Bill Daly & Julie Bean             | 2013. november 18. 2015. március 31. | 8,08 millió  |
| 74.  | 4.  | Vigyázz milyen mélyre ásol! (Careful What You Dig For)                | Phill Lewis      | Történet: Chuck Lorre & Al Higgins Tévéjáték: Mark Gross & Carla Filisha & Brian Keith Etheridge         | 2013. november 25. 2015. március 31. | 8,48 millió  |
| 75.  | 5.  | Ha nincs otthon az egér (Poker in the Front, Looker in the Back)      | Phill Lewis      | Történet: Chuck Lorre & Al Higgins Tévéjáték: Carla Filisha & Brian Keith Etheridge & Bill Daly          | 2013. december 2. 2015. április 1.   | 8,71 millió  |
| 76.  | 6.  | Mezítlábas Molly (Shoeless Molly Flynn)                               | Phill Lewis      | Történet: Chuck Lorre & Al Higgins Tévéjáték: Crystal Jenkins & Aaron Vaccaro & Marla DuMont             | 2013. december 9. 2015. április 1.   | 7,78 millió  |
| 77.  | 7.  | A lövöldözés (They Shoot Asses, Don't They?)                          | Phill Lewis      | Történet: Chuck Lorre & Al Higgins Tévéjáték: Julie Bean & Mark Gross & Carla Filisha                    | 2013. december 16. 2015. április 2.  | 8,88 millió  |
| 78.  | 8.  | Mi Molly munkája? (What Molly Hath Wrought)                           | Stephen Prime    | Történet: Chuck Lorre & Al Higgins Tévéjáték: Brian Keith Etheridge & Bill Daly & Julie Bean             | 2014. január 13. 2015. április 2.    | 9,84 millió  |
| 79.  | 9.  | Mike és Molly zseniális kalandja (Mike & Molly's Excellent Adventure) | Phill Lewis      | Történet: Chuck Lorre & Al Higgins Tévéjáték: Bill Daly & Julie Bean & Mark Gross                        | 2014. január 20. 2015. április 3.    | 8,92 millió  |
| 80.  | 10. | Egy hétvége Peggynél (Weekend at Peggy's)                             | Phill Lewis      | Történet: Chuck Lorre & Al Higgins Tévéjáték: Carla Filisha & Brian Keith Etheridge & Bill Daly          | 2014. január 27. 2015. április 3.    | 10,76 millió |
| 81.  | 11. | Salsa mártással (Dips & Salsa)                                        | Phill Lewis      | Történet: Chuck Lorre & Al Higgins Tévéjáték: Mark Gross & Carla Filisha & Brian Keith Etheridge         | 2014. február 3. 2015. április 6.    | 10,27 millió |
| 82.  | 12. | Molly tudata alatt (Mind Over Molly)                                  | Phill Lewis      | Történet: Chuck Lorre & Al Higgins Tévéjáték: Crystal Jenkins & Aaron Vaccaro & Marla DuMont             | 2014. február 24. 2015. április 6.   | 8,16 millió  |
| 83.  | 13. | Szabad a mikrofon (Open Mike Night)                                   | Phill Lewis      | Történet: Al Higgins Tévéjáték: Julie Bean & Mark Gross & Carla Filisha                                  | 2014. március 3. 2015. április 7.    | 8,91 millió  |
| 84.  | 14. | Gazdag férfi, szegény nő (Rich Man, Poor Girl)                        | David Trainer    | Történet: Chuck Lorre & Al Higgins Tévéjáték: Bill Daly & Julie Bean & Mark Gross                        | 2014. március 10. 2015. április 7.   | 7,67 millió  |
| 85.  | 15. | Három nő és egy urna (Three Girls and an Urn)                         | David Trainer    | Történet: Al Higgins Tévéjáték: Brian Keith Etheridge & Bill Daly & Julie Bean                           | 2014. március 17. 2015. április 8.   | 7,70 millió  |
| 86.  | 16. | A kockás kezű nő (The Dice Lady Cometh)                               | Victor Gonzalez  | Történet: Al Higgins & Crystal Jenkins Tévéjáték: Carla Filisha & Brian Keith Etheridge & Bill Daly      | 2014. március 24. 2015. április 8.   | 7,83 millió  |
| 87.  | 17. | McMillan mama (McMillan and Mom)                                      | Michael McDonald | Történet: Chuck Lorre & Al Higgins Tévéjáték: Mark Gross & Carla Filisha & Brian Keith Etheridge         | 2014. április 14. 2015. április 9.   | 7,49 millió  |
| 88.  | 18. | Probléma kerekeken (Mike's Manifold Destiny)                          | Steve Prime      | Történet: Chuck Lorre & Kevin Lappin & Connor Kilpatrick Tévéjáték: Al Higgins & Julie Bean & Mark Gross | 2014. április 21. 2015. április 9.   | 7,33 millió  |
| 89.  | 19. | Ki fél J.C. Small-tól? (Who's Afraid of J.C. Small?)                  | Melissa McCarthy | Történet: Chuck Lorre & Al Higgins Tévéjáték: Crystal Jenkins & Aaron Vaccaro & Marla DuMont             | 2014. április 28. 2015. április 10.  | 7,60 millió  |
| 90.  | 20. | Szex, hazugság és helikopterek (Sex, Lies and Helicopters)            | Victor Gonzalez  | Történet: Chuck Lorre & Aaron Vaccaro & Marla DuMont Tévéjáték: Al Higgins & Julie Bean & Mark Gross     | 2014. május 5. 2015. április 10.     | 6,54 millió  |
| 91.  | 21. | Peggy öregszik (This Old Peggy)                                       | David Trainer    | Történet: Chuck Lorre & Al Higgins Tévéjáték: Bill Daly & Carla Filisha & Brian Keith Etheridge          | 2014. május 12. 2015. április 13.    | 6,95 millió  |
| 92.  | 22. | Több a soknál (Eight Is Enough)                                       | David Trainer    | Történet: Chuck Lorre & Al Higgins Tévéjáték: Bill Daly & Carla Filisha & Brian Keith Etheridge          | 2014. május 19. 2015. április 13.    | 7,05 millió  |

### 5. évad (2014-2015)
| Sor. | Év. | Cím                                                      | Rendező          | Író | Premier                              | Nézettség   |
| ---- | --- | -------------------------------------------------------- | ---------------- | --- | ------------------------------------ | ----------- |
| 93.  | 1.  | Molly könyve (The Book of Molly)                         | Michael McDonald | Történet: Chuck Lorre & Al Higgins Tévéjáték: Julie Bean & Mark Gross & Carla Filisha                            | 2014. december 8. 2017. május 31.    | 8,06 millió |
| 94.  | 2.  | Megszerezni és megtartani (To Have and Withhold)         | Michael McDonald | Történet: Chuck Lorre & Al Higgins Tévéjáték: Mark Gross & Carla Filisha & Bill Daly                             | 2014. december 15. 2017. május 31.   | 7,85 millió |
| 95.  | 3.  | Molly karácsonya (Tis the Season to Be Molly)            | Michael McDonald | Történet: Al Higgins & Brian Keith Etheridge Tévéjáték: Bill Daly & Rob DesHotel & Michael Glouberman            | 2014. december 22. 2017. június 7.   | 8,52 millió |
| 96.  | 4.  | Csalóka hétvége (Gone Cheatin)                           | Michael McDonald | Történet: Chuck Lorre & Al Higgins Tévéjáték: Carla Filisha & Bill Daly & Rob DesHotel                           | 2014. december 29. 2017. június 7.   | 8,32 millió |
| 97.  | 5.  | Molly végtelen története (Molly's Neverending Story)     | David Trainer    | Történet: Al Higgins Tévéjáték: Bill Daly & Rob DesHotel & Michael Glouberman                                    | 2015. január 5. 2017. június 14.     | 9,64 millió |
| 98.  | 6.  | Mike utolsó megkísértése (The Last Temptation of Mike)   | David Trainer    | Történet: Al Higgins Tévéjáték: Bill Daly & Rob DesHotel & Michael Glouberman                                    | 2015. január 12. 2017. június 14.    | 9,19 millió |
| 99.  | 7.  | A Samuel-mentőakció (Support Your Local Samuel)          | Carole Lazarus   | Történet: Chuck Lorre & Al Higgins Tévéjáték: Brian Etheridge & Crystal Jenkins & Aaron Vaccaro                  | 2015. január 19. 2017. június 21.    | 9,22 millió |
| 100. | 8.  | Mike kontroll (Mike Check)                               | Melissa McCarthy | Történet: Chuck Lorre & Al Higgins Tévéjáték: Julie Bean & Mark Gross & Carla Filisha                            | 2015. február 2. 2017. június 21.    | 9,87 millió |
| 101. | 9.  | A jelenség (Hack to the Future)                          | David Trainer    | Történet: Chuck Lorre & Al Higgins Tévéjáték: Michael Glouberman & Brian Etheridge & Crystal Jenkins             | 2015. február 9. 2017. június 28.    | 9,32 millió |
| 102. | 10. | Joyce Rossz szokása (Checkpoint Joyce)                   | Victor Gonzalez  | Történet: Al Higgins & Mark Gross Tévéjáték: Julie Bean & Aaron Vaccaro & Marla Dumont                           | 2015. február 16. 2017. június 28.   | 9,32 millió |
| 103. | 11. | Miénk a hétvége (Immaculate Deception)                   | Victor Gonzalez  | Történet: Chuck Lorre & Al Higgins Tévéjáték: Marla Dumont & Julie Bean & Mark Gross                             | 2015. február 23. 2017. július 5.    | 8,91 millió |
| 104. | 12. | Peggy verziója (The World According to Peggy)            | Victor Gonzalez  | Történet: Al Higgins & Carla Filisha Tévéjáték: Crystal Jenkins & Aaron Vaccaro & Marla DuMont                   | 2015. március 2. 2017. július 5.     | 9,65 millió |
| 105. | 13. | Vedd a könyvet (Buy the Book)                            | Michael McDonald | Történet: Chuck Lorre & Al Higgins Tévéjáték: Mark Gross & Carla Filisha & Bill Daly                             | 2015. március 9. 2017. július 12.    | 8,80 millió |
| 106. | 14. | Peggy regénye (What Ever Happened to Baby Peggy?)        | Michael McDonald | Történet: Al Higgins & Michael Glouberman Tévéjáték: Carla Filisha & Bill Daly & Rob Deshotel                    | 2015. március 16. 2017. július 12.   | 8,57 millió |
| 107. | 15. | Pite csata (Pie Fight)                                   | Michael McDonald | Történet: Al Higgins & Bill Daly Tévéjáték: Rob DesHotel & Michael Glouberman & Brian Keith Etheridge            | 2015. március 23. 2017. július 19.   | 7,77 millió |
| 108. | 16. | Koktél és bőrnyugtató (Cocktails and Calamine)           | Michael McDonald | Történet: Al Higgins & Rob Deshotel Tévéjáték: Michael Glouberman & Brian Keith Etheridge & Crystal Jenkins      | 2015. március 30. 2017. július 19.   | 7,65 millió |
| 109. | 17. | Mudlick avagy robbanás (Mudlick or Bust)                 | Michael McDonald | Történet: Al Higgins & Marla DuMont Tévéjáték: Brian Keith Etheridge & Crystal Jenkins & Aaron Vaccaro           | 2015. április 13. 2017. július 26.   | 7,49 millió |
| 110. | 18. | A változás szele (No Kay Morale)                         | Melissa McCarthy | Történet: Al Higgins & Julie Bean Tévéjáték: Crystal Jenkins & Aaron Vaccaro & Marla DuMont                      | 2015. április 20. 2017. július 26.   | 8,13 millió |
| 111. | 19. | Anya csak egy van (Mother From Another Mudlick)          | Michael McDonald | Történet: Al Higgins & Aaron Vaccaro Tévéjáték: Marla DuMont & Julie Bean & Mark Gross                           | 2015. április 27. 2017. augusztus 2. | 7,19 millió |
| 112. | 20. | Nem adom fel (Fight to the Finish)                       | Stephen Prime    | Történet: Al Higgins & Connor Kilpatrick & Kevin Lappin Tévéjáték: Bill Daly & Rob DesHotel & Michael Glouberman | 2015. május 4. 2017. augusztus 2.    | 6,79 millió |
| 113. | 21. | Míg a halál el nem választ (Near Death Do Us Part)       | Joel Murray      | Történet: Al Higgins & Crystal Jenkins Tévéjáték: Aaron Vaccaro & Marla DuMont & Julie Bean                      | 2015. május 11. 2017. augusztus 9.   | 7,69 millió |
| 114. | 22. | A keserű halász és a tenger (The Bitter Man and the Sea) | Victor Gonzalez  | Történet: Al Higgins & Jim Patterson Tévéjáték: Julie Bean & Mark Gross & Carla Filisha                          | 2015. május 18. 2017. augusztus 9.   | 7,75 millió |

### 6. évad (2016)
| Sor. | Év. | Cím                                            | Rendező              | Író                                                                                                   | Premier                              | Nézettség   |
| ---- | --- | ---------------------------------------------- | -------------------- | --- | ------------------------------------ | ----------- |
| 115. | 1.  | Mosolyszünet (Cops on the Rocks)               | Michael McDonald     | Történet: Al Higgins & Julie Bean Tévéjáték: Mark Gross & Carla Filisha & Bill Daly                   | 2016. január 6. 2017. november 1.    | 6,73 millió |
| 116. | 2.  | Lépéselőny (One Small Step for Mike)           | Michael McDonald     | Történet: Al Higgins & Carla Filisha Tévéjáték: Bill Daly & Brian Keith Etheridge & Rob DesHotel      | 2016. január 13. 2017. november 8.   | 7,14 millió |
| 117. | 3.  | Szívbajt kapok tőled (Peg O'My Heart Attack)   | Michael McDonald     | Történet: Al Higgins & Mark Gross Tévéjáték: Carla Filisha & Bill Daly & Brian Keith Etheridge        | 2016. január 20. 2017. november 15.  | 7,04 millió |
| 118. | 4.  | Szuperzsaru (Super Cop)                        | Michael McDonald     | Történet: Al Higgins & Bill Daly Tévéjáték: Brian Keith Etheridge & Rob DesHotel & Michael Glouberman | 2016. január 27. 2017. november 22.  | 6,89 millió |
| 119. | 5.  | Őrült örökség (Joyce's Will Be Done)           | Michael McDonald     | Történet: Al Higgins & Brian Keith Etheridge Tévéjáték: Rob DesHotel & Michael Glouberman & Steve Joe | 2016. február 3. 2017. november 29.  | 6,84 millió |
| 120. | 6.  | Mintafeleség (The Good Wife)                   | Michael McDonald     | Történet: Al Higgins & Rob DesHotel Tévéjáték: Michael Glouberman & Steve Joe & Alex Herschlag        | 2016. február 10. 2017. december 6.  | 6,63 millió |
| 121. | 7.  | Kutya egy hétvége (Weekend With Birdie)        | Michael McDonald     | Történet: Al Higgins & Michael Glouberman Tévéjáték: Steve Joe & Alex Herschlag & Julie Bean          | 2016. április 25. 2017. december 13. | 6,90 millió |
| 122. | 8.  | Idegroncsok (The Wreck of the Vincent Moranto) | Michael McDonald     | Történet: Al Higgins & Steve Joe Tévéjáték: Alex Herschlag & Julie Bean & Mark Gross                  | 2016. május 2. 2017. december 20.    | 6,94 millió |
| 123. | 9.  | Régi ismerős (Baby, Please Don't Go)           | Michael McDonald     | Történet: Al Higgins & Alex Herschlag Tévéjáték: Julie Bean & Mark Gross & Carla Filisha              | 2016. május 2. 2017. december 27.    | 7,20 millió |
| 124. | 10. | Baba-bibi (Baby Bump)                          | Michele Azenzer Bear | Történet: Al Higgins Tévéjáték: Brian Keith Etheridge & Bill Daly & Rob DesHotel                      | 2016. május 9. 2018. január 3.       | 7,73 millió |
| 125. | 11. | Örökbefogadási zűr (The Adoption Option)       | Michael McDonald     | Történet: Al Higgins & Chuck Lorre Tévéjáték: Connor Kilpatrick & Kevin Lappin & Dave Pilson          | 2016. május 9. 2018. január 10.      | 8,06 millió |
| 126. | 12. | Tűkön ülök (Curse of the Bambino)              | Melissa McCarthy     | Történet: Al Higgins Tévéjáték: Michael Glouberman & Steve Joe & Alex Herschlag                       | 2016. május 16. 2018. január 17.     | 7,87 millió |
| 127. | 13. | A szerelem vár (I See Love)                    | James Burrows        | Történet: Al Higgins & Chuck Lorre Tévéjáték: Julie Bean & Mark Gross & Carla Filisha                 | 2016. május 16. 2018. január 24.     | 8,45 millió |

## Fordítás
Ez a szócikk részben vagy egészben  a   List of Mike & Molly episodes című angol Wikipédia-szócikk fordításán alapul.  Az eredeti cikk szerkesztőit annak laptörténete sorolja fel. Ez a jelzés csupán a megfogalmazás eredetét és a szerzői jogokat jelzi, nem szolgál a cikkben szereplő információk forrásmegjelöléseként.